# Ћевапи
Ћевапчићи или ћевапи (мкд. ќебапчиња – ћебапчиња,  ќебап – ћебап) су јело направљено од млевеног меса, обликовано у мале ваљке и испечено на роштиљу. Најчешће се праве од мешаног јунећег (70%) и овчијег (30%) меса. Јављају се у свим крајевима Балкана, а посебно бивше Југославије, специфично у Босни и Херцеговини. Врсте меса се разликују од места до места, а често и од вероисповести која преовладава у неком крају. Могу се наћи и као врста брзе хране у погачи и са прилозима (најчешће лук и кајмак).
До 20. века нису коришћене машине за млевење меса па се оно сецкало на ситно на пању. Тврди се да је то још увек најбољи начин уситњавања јер месо остаје сочније и не може да загори. Када се уз додавање зачина умеси маса истискује се кроз левак да добије карактеристичан облик и ставља на роштиљ (скару) која је обично ложена ћумуром од буковог или храстовог дрвета.
Киоск или радња у којој се справљају ћевапчићи се зове ћевабџиница, а занатлија који их справља је ћевабџија.

## Корен речи (етимологија)
Назив ћевапчићи, ћевапи и ћевап изворно потичу из персијског језика (перс. كباب), и у изворном облику су кориштене за месо које није печено већ пржено. Употреба истог назива у арапском језику највероватније потиче из арамејског (арам. כבבא), а који опет има корен у акадском језику (акад. kabābu – оно што је изгорено, испржено, угљенисано). У 14. веку се ћевап помиње као синоним за персијску реч (перс. tabahajah – јело које се састоји од испржених комадића меса). Помен ћевапа у персијском језику је чешћи у средњем веку, где се у сачуваним куварима из тог доба помиње у слислу месних кугли од млевеног пилећег или јагњећег меса. У новијем добу назив се асоцира са шишћевапом, који делом потиче од арапске речи (арап. شواء – месо са роштиља).
Заправо је правилнији назив „ћевапчићи”, јер је реч о умањеној верзији турског кебаба.

## Историја
Иако корен садашњег назива јела потиче из неевропских језика, ово јело је присутно у Европи од античког времена. Најранија верзија ћевапа се помиње у старој Грчкој, чак у 8. веку п. н. е.. Јело од меса у облику „обелиска“ се помиње у Хомеровој Илијади, Одисеји, као и у делима Аристофана, Ксенофонта и Аристотела.
Многи извори наводе да су ћевапи заправо претеча османских ћуфти, а касније кебаба, које су се продавале на улицама још у 15. веку. Њихови главни конзументи били су дечаци из медреса, дервиши и путници. И пре Османског Царства међу Турцима је било познато јело тирит – умак од млевеног меса.

## Ћевапи на Балкану

### Чевапи у земљама бивше Југославије
У Хрватској је 2024. године објављена веома занимљива књига о југословенској кухињи. Реч је о историографском зборнику Братство и јединство за кухињским столом: Храна у социјалистичкој Југославији, у ком је сакупљено 14 научних текстова о храни у социјалистичкој Југославији. Аутори су млади докторанти из земаља бивше Југославије, Немачке, Италије и Велике Британије. У овом зборнику бањалучки професори Славојка Бештић Бронза и Бора Бронза објавили су вероватно до сада најбоље елабориран научни текст о ћевапу као краљу социјалистичке гастрономије — Ћевап као парадигма југославенскога гастро брендирања. У овом раду они кроз научно истраживање тврде да о појму „оригиналног” изворног ћевапа у антици и средњем веку на простору бивше Југославије нема писаног трага. Појхам „ћевап” спомиње се тек после 1850. године, пошто се традиција лесковачке припреме меса преселила у у Београд.
Они тврде да je „краљ” социјалистичке гастрономије – ћевап стигао из Лесковца. Наводе и да је српски писац Бранислав Нушић, као први „хроничар” ћевапа, истакао да се ћевап први пут као храна појавио на менију београдског ресторана „Рајић” око 1860. године, протурајући тезу и да је после Првог светског рата управо ћевап „ујединио три племена једног народа” и постао гастрономски симбол Југославије, што је ипак било уметничко претеривање. Према елаборираном истраживању, у Босни и Херцеговини јела са тим именом није било све до 1900. године. Позивају се и на летописне хронике Муле Мустафе Башескије (1732. – 1809), који је описивао свакодневни живот Сарајева, али ћевапе није поменуо, као што то тврде и хронике босанских фрањеваца. У Хрватској и Словенији појавили су се тек 60-их година прошлог века, да би врхунац популарности достигли раних 70-их, када није било ресторана који их није имао у понуди, а на јадранској обалису били популарнији од традиционалних рибљих специјалитета. У Марибору је прва ћевабџиница отворена још 1933. године.
Данас се ћевапи, или ћевапчићи, могу у замрзнутом облику пронаћи у готово свим трговачким ланцима.

## Бранислав Нушић о ћевапима
Бањалучки професори Славојка Бештић Бронза и Бора Бронза, у свом научном истраживању о ћевапу — Ћевап као парадигма југославенскога гастро брендирања, наводе и да је српски писац Бранислав Нушић први „хроничар” ћевапа. Као суверени познавалац и поштовалац и кафане и роштиља, још тридесетих година прошлог века Нушић је о ћевапчићима у кафани „Рајић”, која се налазила на Великој пијаци, данашњем Студентском тргу, између осталог записао:
| „ | Искључујући дакле ћевапчиће, чија је постојбина био некад Лесковац па су отуд преко Ниша, допрли у Београд и били некад главна карактеристика старе престонице, а сад малтене стекли интернационални карактер - сви остали мезелуци, заједно са кафаницама старога стила, са чокањчићима, џезвама за кафу, циганским оркестрима са раштимованим виолинама и подераним певачким грлима - повукли су се на периферије да се склоне испред бујице новога живота. Кафана "Рајић" је била чисто пијачна кафана. Ту су увек били гости и они што су пазарили на пијаци. Ту су се окрепљавали ракијом и земунска пиљарица и Жарковчанин или Мокролужанин и онај Јеврејин са пертлама за ципеле преко кажипрста, које по цео дан нуди на пијаци. Кафана "Рајић" знана је и по томе што су се ту први пут почели да култивишу ћевапчићи. Биће тако шездесетих година, они су први пут стигли из Лесковца у Београд и одмах се одомаћили ту, у кафани "Рајић". Како је пијачна публика била поуздан њихов потрошач, убрзо се та индустрија ћевапчића размножила те се око кафане "Рајић" поотварао читав низ малих чевабџиница које и данас, само као нешто реновиране, постоје. Од ових је најзнаменитија она Живка ћевабџије, која и данас постоји у сутерену зграде у којој је хотел "Македонија". Живко је своје ћевапчиће толико реномирао и тај посао толико развио да је од ћеапчића назидао цркву у своме родноме месту!” | ” |

## Занимљивости
Познато је и да је Тито на Брионима 1972. британску краљицуЕлизабету почастио управо ћевапчићима.